# Янгикентский сельсовет
Янгикентский сельсовет  — административно-территориальная единица и муниципальное образование со статусом сельского поселения в Кайтагском районе Дагестана Российской Федерации.
Административный центр — село Янгикент.

## Население
| 2002  | 2010  | 2012  | 2013  | 2014  | 2015  | 2016  |
| ----- | ----- | ----- | ----- | ----- | ----- | ----- |
| 1813  | ↗1947 | ↘1874 | ↘1816 | ↘1762 | ↘1753 | ↘1746 |
| 2017  | 2018  | 2019  | 2020  | 2021  | 2023  | 2024  |
| ↘1724 | ↘1693 | ↗1695 | ↘1667 | ↗1941 | ↘1925 | ↘1892 |
| 2025  |       |       |       |       |       |       |
| ↘1873 |       |       |       |       |       |       |

## Состав
| № | Населённый пункт | Тип населённого пункта       | Население |
| - | ---------------- | ---------------------------- | --------- |
| 1 | Маллакент        | село                         | ↘247      |
| 2 | Новая Барша      | село                         | ↗168      |
| 3 | Тумеллер         | село                         | ↗372      |
| 4 | Янгикент         | село, административный центр | ↘1154     |